# Pärnu község

Pärnu község elhelyezkedése

Pärnu község (észtül: Pärnu linn) városi típusú önkormányzati egység (városi község) Észtországban, Pärnu megyében. A község székhelye Pärnu város.
Az önkormányzattal rendelkező közigazgatási egységet 2017. november 17-én hozták létre az észtországi közigazgatási reform során Audru község, Paikuse község, Pärnu városi önkormányzat és Tõstamaa község összevonásával. Tőstamaa község először nem egyezett bele a Pärnu városhoz történő önkéntes csatlakozásba és megtámadta ezt az észt Legfelsőbb Bíróságon, azonban vesztett.
A község területe 858,07 km², ezzel ez Észtország legnagyobb területű községe. Pärnu községen belül három kerületet (osavald) alakítottak ki: Audru, Paikus és Tőstamaa községi kerületek. Lakossága 2022. január 1-jén 50 934 fő volt.
A község önkormányzati testülete a községi tanács, amelynek 39 képviselője van. A község polgármestere 2017-től Romek Kosenkranius.  
A községhez 54 település tartozik: Pärnu, Lavassaare, Paikuse, Audru, Tőstamaa, Ahaste, Alu, Aruvälja, Eassalu, Ermistu, Jőőpre, Kabriste, Kastna, Kavaru, Kihlepa, Kiraste, Kőima, Kőpu, Kärbu, Lao, Lemmetsa, Liiva, Lindi, Liu, Lőuka, Malda, Manija, Marksa, Männikuste, Oara, Papsaare, Peerni, Pootsi, Pőhara, Pőldeotsa, Pőlendmaa, Päraküla, Rammuka, Ranniku, Ridalepa, Saari, Saulepa, Seliste, Seljametsa, Silla, Soeva, Soomra, Tammuru, Tuuraste, Tőhela, Tőlli, Valgeranna, Vaskrääma, Värati.